# Prestonia lagoensis
Prestonia lagoensis là một loài thực vật có hoa trong họ La bố ma. Loài này được (Müll.Arg.) Woodson miêu tả khoa học đầu tiên năm 1936.